# وليفردو ليون
وليفردو ليون ونرو (ولدت 31 يوليو 1993) هو لاعب كرة طائرة كوبي يحمل الجنسية البولندية وهو عضو في فريق الوطني للكرة الطائرة رجال كوبا في 2007-2012 والنادي الروسي زنيت كازان.

## معلومات الاندية
- النادي الحالي :زنیت
- النادي الأول  : کابیتالینوس

## معلومات تقنية
الطول: 2,01 م
الارتقاء في السحق : 3,50 م
الارتقاء في الصد : 3,46 م

## روابط خارجية
- وليفردو ليون على موقع الاتحاد الدولي beach volleyball database (الإنجليزية)
- وليفردو ليون على موقع الاتحاد الأوروبي (الإنجليزية)
- وليفردو ليون على موقع عالم الكرة الطائرة (الإنجليزية)
- وليفردو ليون على موقع دوري الدرجة الأولى الإيطالي للكرة الطائرة - رجال (الإيطالية)
- وليفردو ليون على موقع اللجنة الأولمبية الدولية (الإنجليزية)
- وليفردو ليون على موقع أوليمبيديا (الإنجليزية)